# Théorie complotiste du pédopiégeage LGBT
La théorie complotiste du pédopiégeage LGBT est fondée sur un prétendu pédopiégeage qui serait le fait de personnes LGBT à travers des agissements visant à amadouer des enfants à des fins sexuelles, éventuellement par voie électronique.
Depuis le début des années 2020, les conservateurs et l'extrême droite, principalement aux États-Unis et aussi au Canada et en France, accusent les personnes LGBT, ainsi que leurs alliés et les progressistes ou libéraux sociétaux en général, d'utiliser systématiquement l'éducation LGBT-positive et les campagnes pour les droits des LGBT comme une méthode pour dépraver moralement et sexuellement voire directement pédopiéger les enfants et adolescents, en lien avec l'idée d'une "contagion" par des identités jugées comme des perversions de la nature, d'origine socio-culturelle mais psychiatrisées, pathologisées, et d'une corrélation entre les tendances homosexuelles et pédophiles. Ces accusations, qui relèvent des théories du complot, sont qualifiées par les experts de confusions amalgamantes, non-fondées, d'homophobes et transphobes, et d'un exemple de panique morale.

## Historique

### «groomer»
Le terme groomer est dérivé de la pratique du child grooming, mais les conservateurs l'utilisent pour « laisser entendre que la communauté LGBTQ, ses alliés et les libéraux en général sont des pédophiles ou des complices de pédophiles », selon le média Vox.

### Origines
En 1977, Anita Bryant et la coalition Save Our Children (Sauvons Nos Enfants) ont souvent décrit l'homosexualité comme étant prétendument nuisible aux enfants, alors qu'ils tentaient d'abroger une ordonnance qui interdisait partiellement la discrimination fondée sur la sexualité. Bryant affirmait que « les homosexuels ne peuvent pas se reproduire, ils doivent donc recruter … la jeunesse américaine ».
L'expression « OK groomer » est née en 2020 d'un jeu de mots sur le mème « OK Boomer ». Au Royaume-Uni, la théorie du complot a commencé à être popularisée au sein du mouvement des critiques du genre vers 2020. Cette année-là, le militant anti-transgenre Graham Linehan a été banni de Twitter après avoir commencé à utiliser « OK groomer » comme expression de dénigrement à l'encontre de ceux qui critiquaient son activisme,. Le terme est également emprunté par le groupe de pression Transgender Trend, qui l'utilise dans des documents qu'il envoie aux écoles afin de s'opposer aux conseils qui leur sont donnés par les organisations caritatives LGBT+ telles que Stonewall.
En mars 2020, la chroniqueuse britannique Janice Turner du journal The Times a accusé de complot l'association caritative de soutien aux jeunes transgenres Mermaids pour avoir, en réponse aux confinements de la pandémie de COVID-19, intégré un bouton qui permet de quitter leur site internet rapidement afin de préserver son identité. La théorie complotiste a également été utilisée par l'extrême droite au Royaume-Uni, notamment par Tommy Robinson selon l’organisation Hope not Hate.

### Popularisation
Aux États-Unis, la popularisation du terme a été liée à Christopher Rufo, qui a tweeté à propos de « gagner la guerre du langage » et à James A. Lindsay en août 2021,. À la suite de la controverse du Wi Spa en juillet 2021, Julia Serano a noté une augmentation des fausses accusations de grooming à l’encontre des personnes transgenres, en disant qu'il semblait y avoir un mouvement pour « poser les bases qui permettraient la calomnie systématique de toutes les personnes transgenres en les faisant passer pour des prédateurs sexuels d'enfants ». Les Libs of TikTok (LoTT) traitent également les personnes LGBT, les défenseurs des jeunes LGBT, et tous ceux qui font de l’éducation à la sexualité de « groomers ». En novembre 2021, LoTT a faussement affirmé que le Trevor Project était une « organisation de groomers » et, plus tard dans l'année, a faussement affirmé que Chasten Buttigieg « pédopiégeait les enfants. »
La théorie du complot est ensuite passée du côté du mouvement conservateur américain, avec un certain nombre de cas très médiatisés de son utilisation au printemps 2022, notamment par des membres du Parti républicain. Le 24 février, l'organisation de droite The Heritage Foundation a publié un tweet affirmant que le projet de loi Don't Say Gay de Floride « protège les jeunes enfants contre le grooming sexuel ». Pendant le débat sur la loi sur les droits parentaux dans l'éducation de l’état de Floride, Christina Pushaw, attachée de presse du gouverneur de l'État, Ron DeSantis, a tweeté que toute personne qui s'oppose à la loi était « probablement un groomer ». En avril 2022, Marjorie Taylor Greene a qualifié le parti démocrate de « parti assassinant des bébés, groomers, forçant les enfants à transitionner et à la politique pro-pédophilie ». Ce même mois, un groupe d'extrême droite et de complotistes a organisé une manifestation à Disney World dans laquelle ils ont accusé Disney de grooming. Disney a fait l'objet de plusieurs autres emplois de cette théorie du complot : Jim Banks et 19 autres membres du Comité d'étude républicain ont publié une lettre adressée à Disney accusant la société « d'influencer délibérément les petits enfants avec son programme politique et sexuel. »
Depuis lors, de nombreux experts de droite ont qualifié de pédopiégeage le comportement des parents et des enseignants qui soutiennent les mineurs dans leur identité transgenre, et le terme groomer a été largement utilisé par les médias et les politiciens conservateurs qui veulent dénoncer la communauté LGBTQ et ses alliés en laissant entendre qu'ils sont des pédophiles ou des complices de la pédophilie,. Le magazine Slate a ensuite décrit le mot grooming comme « le mot tendance de la saison ». En mars 2022, l'animatrice de Fox News, Laura Ingraham, a affirmé que les écoles devenaient des « centres de grooming pour les radicaux de l'identité de genre », consacrant une séquences entière de son émission à ce sujet quelques semaines plus tard. En avril 2022, l'organisme de surveillance des médias de gauche, Media Matters, a publié une étude indiquant qu'au cours d'une période de trois semaines allant du 17 mars au 6 avril, Fox News a diffusé 170 séquences sur les personnes transgenres, au cours desquels la chaîne « a invoqué à plusieurs reprises le mythe depuis longtemps démystifié selon lequel les transgenres constituent une menace pour les mineurs et cherchent à les pédopiéger ».
Depuis 2019, des contestataires ont ciblé des événements Drag Queen Story Hour dans des installations publiques et des lieux privés. Apparaissant sur Fox News, Chris Rufo a caractérisé le drag destiné aux enfants comme une tentative de « sexualiser les enfants », de « subvertir les familles de classe moyenne » et « d'éliminer ce qu'ils appellent la hiérarchie sexuelle en faveur de la création d'une connexion sexuelle entre l'adulte et l'enfant ». En juin 2022, les références à Drag Queen Story Hour sur Twitter ont augmenté de plus de 700 %, selon la société de veille médiatique Zignal Labs. Toujours en juin, des membres du groupe d'extrême droite Proud Boys ont pris d'assaut et perturbé plusieurs événements dans des bibliothèques et des librairies locales. Dans une bibliothèque de Californie, les contestataires auraient crié des insultes homophobes et transphobes. L'événement avait été repéré dans un fil de discussion sur Twitter par Libs of TikTok. Dans le Nevada, un manifestant s'est approché avec une arme à feu, obligeant les usagers à se réfugier dans la bibliothèque. Plusieurs bibliothèques ont annulé des événements après avoir reçu des lettres de menace. Juliette Kayyem, professeur à Harvard et ancienne secrétaire adjointe du DHS, a décrit ces incidents de violence comme des exemples de terrorisme stochastique.
En août 2022, un rapport conjointement publié par l'American Human Rights Campaign et le British Center for Countering Digital Hate a révélé que les 500 tweets haineux les plus populaires sur le pédopiégeage avaient été vus 72 millions de fois, et que les tweets à ce sujet provenant de seulement dix sources influentes avaient été vus 48 millions de fois. Il a également révélé que Meta, anciennement Facebook, avait accepté jusqu'à 24 987 dollars pour des publicités qui défendaient la théorie complotiste du pédopiégeage, que ces publicités avaient été diffusées aux utilisateurs plus de 2,1 millions de fois et que Twitter, bien que déclarant que les insultes à l'encontre des pédopiégeurs constituaient des violations de sa politique en matière de discours haineux, n'a pas donné suite à 99 % des tweets signalés comme tels. Le rapport a également enregistré une augmentation de 406 % de l'utilisation de tweets associant des membres de la communauté LGBTQ à des groomers, des « pédophiles » et des « prédateurs » après l'adoption de la loi de Floride sur les droits parentaux en matière d'éducation, appelée loi « Don't Say Gay » par ses détracteurs.
Toujours en août 2022, la ville de Jamestown, dans le Michigan, a voté le définancement de la Patmos Library, la seule bibliothèque publique de la ville, accusée de pédopiéger les enfants et de promouvoir une « idéologie LGBTQ ».

## Réponses et critiques
Twitter, Reddit, TikTok et Meta (société mère de Facebook et Instagram) ont déclaré que l'utilisation du terme groomer comme insulte à l'encontre des personnes LGBT enfreignait leur politique.
Selon Vox, la rhétorique utilisée par les partisans de la théorie complotiste du grooming est similaire à celle utilisée par les partisans de théories du complot plus anciennes, telles que la théorie du Pizzagate et QAnon : « Les accusations de grooming ne cherchent pas à avoir du sens ; elles visent à susciter la peur, la colère et l'hystérie — c'est pourquoi elles ressemblent exactement aux théories du complot aberrantes qui existent depuis des siècles. La nouvelle rhétorique de conspiration pédophile est essentiellement la même que toutes les anciennes rhétoriques de conspiration pédophile. » Écrivant dans New York, James Kirchick soutient que la théorie complotiste du grooming est issue de théories de conspiration homophobes plus généralisées qui ont vu le jour en Allemagne au début du XXe siècle et, en particulier, à la suite de l'affaire Harden-Eulenburg.
Kristen Mark, de la faculté de médecine de l'université du Minnesota, a décrit la théorie du complot comme « un outil pour créer l'hystérie et une panique sociale », la qualifiant de « franchement erronée ». Emily Johnson, de l'université d'État de Ball, l'a également décrit comme une panique morale, affirmant qu'il n'y a « pas de meilleure panique morale qu'une panique morale centrée sur les dommages potentiels causés aux enfants ». Alejandra Caraballo, du Berkman Klein Center for Internet & Society, l'a décrit comme « une tentative de déshumanisation et de délégitimation de l'identité des personnes homosexuelles en les associant à la pédophilie », ajoutant que « lorsque vous commencez à étiqueter des groupes de cette manière, les appels à la violence sont inévitables. » Jenifer McGuire, professeure au département des sciences sociales de la famille à l'université du Minnesota, a déclaré que la théorie complotiste du grooming vient « d'un désir sous-jacent de dissocier les gens qui sont différents et de les caractériser comme inférieurs ou comme mauvais. Il s'agit donc d'une nouvelle forme d'homophobie et de transphobie — ou peut-être que c’est la même forme habituelle mais avec un nouveau langage. » R.G. Cravens, de l'université polytechnique de Californie, a qualifié le complot de « manifestement, intégralement faux ».
Le Réseau canadien anti-haine a déclaré que les personnes trans sont « calomniées de la même manière que les hommes homosexuels l'étaient dans les années 70, et pour la même raison : pour leur refuser la sécurité et l'égalité des droits », ajoutant que « l'extrême droite et ses compagnons de route dans les mouvements féministes radicaux dits critiques du genre ou trans-exclusifs utilisent exactement les mêmes lieux communs dans le but de refuser l'égalité des droits aux personnes trans ». Florence Ashley, professeur à l'université de Toronto, a déclaré que l'accent mis par la théorie du complot se concentre sur les personnes LGBT+ en général et sur les personnes trans pour radicaliser l'opinion publique en faveur de l'extrême droite, la comparant à la théorie du complot du grand remplacement (parfois appelée « trans-remplacement » par analogie).
L'Associated Press a décrit la théorie du complot comme « une autre offensive dans les guerres culturelles en cours, pendant lesquelles les législateurs conservateurs se sont également opposés à l'enseignement de la “théorie critique de la race” et ont proposé des projets de loi exigeant que les écoles publient tous les supports de cours en ligne afin que les parents puissent les examiner ». Selon l'AP Stylebook, « certaines personnes utilisent le mot groom ou ses variantes pour assimiler à tort les interactions des personnes LGBTQ avec les enfants ou l'éducation sur les questions LGBTQ avec les agissements des pédophiles. Ne citez pas les personnes qui utilisent ce terme dans ce contexte sans clairement déclarer que c'est faux. ».
Charles T. Moran, président des Républicains de Log Cabin, a qualifié la théorie du complot de « subterfuge subtil selon lequel les gays seraient des pédophiles », ajoutant : « Je vais me recevoir les foudres de la part des gens qui pensent que cela renforce un lieu commun qui n'est pas bénéfique pour quiconque est ouvertement gay dans la vie publique. Les pédophiles sont beaucoup plus nombreux dans la communauté hétérosexuelle que dans la communauté homosexuelle, mais c'est toujours un argument sur lequel nos détracteurs reviendront. ».
Des recherches ont montré que les personnes LGBT ne maltraitent pas les enfants dans des proportions plus élevées que les personnes non-LGBT,,,.
Une bibliothécaire scolaire de Louisiane a intenté un procès pour diffamation par des pages Facebook qui l'ont faussement accusée de pédophilie.

## Opinion publique
Aux États-Unis, une enquête réalisée en avril 2022 par le groupe de réflexion de gauche Data for Progress révèle que 45 % des électeurs républicains potentiels pensent que « les enseignants et les parents qui soutiennent les discussions sur l'orientation sexuelle et l'identité de genre à l'école sont des groomers. »

## En France
Le 28 octobre 2021, dans un article du journal La Croix, Guillaume Cuchet rend l'homosexualité responsable de la pédocriminalité dans l'Église catholique, ce que conteste le magazine Têtu.
Au cours de la campagne présidentielle de 2022, le candidat d'extrême droite Éric Zemmour a maintes fois suscité la polémique pour des propos où il déclarait que les personnes LGBT n'avaient pas à aborder l'homosexualité et la transsexualité aux enfants à l'école, et il qualifie cela "d'endoctrinement" ; il plaide pour une interdiction des militants LGBT de venir dans les écoles, ce qui a déclenché l'indignation de nombreuses personnalités politiques, de membres du gouvernements et des associations LGBT,.
En janvier 2023, dans « un souci d'apaisement » et pour éviter des troubles à l'ordre public, la mairie de Toulouse met fin à la programmation des ateliers de lecture pour enfants animés par des drag queens dans une de ses médiathèques. Un groupuscule d'extrême droite, Furie française, ainsi que La Manif pour tous s'étaient mobilisés contre l'événement, une pétition avait été ouverte (supprimée rapidement) et des menaces proférées. Les réactions sur les réseaux sociaux s'exprimaient sur ces ateliers en ces termes : « ignominie », « pédophiles gauchistes », « dépravation ».
Ce même mois, à Lamballe-Armor, la fédération locale de Debout la France, le parti de Nicolas Dupont-Aignan, demande l’annulation du spectacle de drag-queens de la compagnie Broadway French. Des manifestants, peu nombreux, se présentent devant l'événement. Thibaut le Hingrat, secrétaire PS de l'agglomération de Saint-Brieuc affirme : « Ces derniers jours, cette action de sensibilisation à l’égalité a fait l’objet d’attaques réactionnaires et LGBTphobes inacceptables de la part de groupes intégristes, ainsi que de certains élus de la droite dite républicaine (…) La troupe a été la cible d’une polémique nauséabonde afin de nier l’égalité des droits de toutes et tous, en instrumentalisant nos enfants. ».